# Sommarmalvesläktet
Sommarmalvesläktet (Lavatera) är ett växtsläkte i familjen malvaväxter med 7 arter. Huvudutbredning är i medelhavsområdet, men också Kanarieöarna, nordvästra Himalaya, Centralasien, Sibirien, Australien och sydvästra USA.
Släktet består av ett- till fleråriga örter eller buskar. Blad handflikiga, eller mer sällan hela. Blommor i bladvecken, ensamma eller i kvastar, sällan i toppställda flockar. De är praktfulla. Ytterfoder med 3-6 flikar, oftast sammanvuxna. Fodret består av fem sammanväxta flikar. Kronan har fem flikar. Frukten är en klyvfrukt.
Sommarmalvesläktet skiljs från malvasläktet (Malva) genom att det senare har ytterfoder med fria blad.
Flera arter som tidigare först till sommarmalvesläktet har flyttats till malvasläktet (Malva). Detta efter studier av bland annat deras RNA. Det gäller bland annat arterna kanariemalva (L. acerifolia → M. canariensis), strandmalva (L. maritima → M. wigandii) och jättemalva (L. arborea → M. dendromorpha).
Släktnamnet hedrar den schweiziske läkaren Johan Heinrich Lavater.